# Ernst Graf zu Reventlow
Ernst Christian Einar Ludvig Detlev, Graf zu Reventlow (18 de agosto de 1869 - 21 de noviembre de 1943) fue un oficial de la marina alemana, periodista y político nazi.

## Primeros años de vida
Ernst Christian Einar Ludvig Detlev, Graf (Conde) zu Reventlow, nació en Husum, Schleswig-Holstein, como hijo de Ludvig Christian Detlev Frederik, Graf zu Reventlow (6 de enero de 1824 - 14 de junio de 1893), un noble danés, y de Emilie Julie Anna Louise Rantzau (19 de abril de 1834 - 19 de noviembre de 1905). Su hermana menor fue Fanny zu Reventlow (1871-1918), conocida como la «condesa bohemia» de Schwabing. Reventlow desarrolló su carrera en la Marina Imperial Alemana, llegando a ser capitán de corbeta, pero se vio obligado a dejar su puesto tras casarse con la francesa Marie-Gabrielle-Blanche d'Allemont [de Broutillot] (19 de septiembre de 1873 - 15 de abril de 1937). La boda tuvo lugar el 14 de marzo de 1895 en Altona, Hamburgo (Alemania). Tras dejar la marina, Reventlow se dedicó a escribir como escritor independiente sobre asuntos navales y, posteriormente, sobre política en general.

## Primera Guerra Mundial
En la Primera Guerra Mundial, Ernst Reventlow, trabajó como editorialista para el periódico Deutsche Tageszeitung, donde promovía la extrema dureza, especialmente en la guerra submarina. Acusó al embajador estadounidense James W. Gerard de ser un espía británico, aunque criticó a Zimmermann por intentar orquestar una alianza entre México y Japón contra Estados Unidos. Criticó con vehemencia a los líderes alemanes por acceder a las demandas de Estados Unidos respecto a sus derechos después del hundimiento del Lusitania, lo que llevó a la suspensión del Tageszeitung el 25 de junio de 1915. En 1916, tras un artículo en el que atacaba al canciller Bethmann Hollweg por supuestamente engañar a Hindenburg, Reventlow fue llevado a juicio por difamación.
Reventlow mostró una fuerte oposición hacia las políticas del Kaiser Guillermo II y, posteriormente, hacia el gobierno de la República de Weimar. En 1920, lanzó su propio periódico, titulado "Der Reichswart" (El Guardián del Reino), el cual continuó publicándose hasta su fallecimiento.

## Periodo de la Línea Schlageter
En la inmediata posguerra, surgió una idea nacionalbolchevique del agente de la Comintern Karl Radek, que postulaba la existencia de una comunidad de intereses entre los nacionalistas alemanes y el aislado régimen bolchevique de Rusia. Al principio, Reventlow denunció el «engaño de los llamados nacionalbolcheviques de que el comunismo podía volverse hacia el nacionalismo»,pero cuando Radek aprovechó la ocasión de la ocupación del Ruhr para pronunciar su Oración de Schlageter ante el Comité Ejecutivo Ampliado de la Comintern en 1923, Reventlow respondió con artículos simpatizantes en Der Reichswart que posteriormente se reimprimieron en el órgano central comunista Rote Fahne. Más tarde escribiría sobre la política interna del Partido Comunista de Alemania en el Deutsches Tageblatt y exigiría que los trabajadores controlaran el cincuenta por ciento de las empresas. Se dice que Reventlow fue el único dirigente nazi que nunca fue abucheado cuando se dirigía a una multitud de trabajadores.

## Participación del DVFP y del NSDAP
En 1924, Ernst Reventlow, junto con Albrecht von Graefe, se distanciaron del Partido Nacional Popular Alemán (DNVP) para fundar el Partido Alemán de la Libertad Völkisch (DVFP), que tenía un enfoque más völkisch y de izquierda en comparación con el conservador DNVP. Ambos fueron elegidos como diputados por el DNVP en el Reichstag. Sin embargo, en mayo de 1927, Reventlow, con inclinaciones más radicales, tuvo una disputa con el más conservador Graefe, lo que le llevó a abandonar el DVFP y unirse al NSDAP (Partido Nazi). Su facción se integró en bloque al NSDAP, incluyendo figuras como Bernhard Rust, Franz Stöhr y Wilhelm Kube, quienes más tarde desempeñarían roles significativos en el partido. Este movimiento fortaleció considerablemente la presencia del NSDAP en el norte de Alemania, donde el DVFP tenía mayor influencia que el NSDAP. Hacia finales de 1928, el DVFP había prácticamente desaparecido.
La facción de Reventlow se unió rápidamente con el sector más socialista del NSDAP, liderado por Gregor Strasser, quien abogaba por políticas socialistas genuinas y por una alianza con los soviéticos en contraposición a las democracias occidentales. A pesar de ser una fuerza significativa dentro del partido hasta el final, esta facción perdió influencia cuando Hitler optó por priorizar el militarismo y el antisemitismo una vez que tomó el poder.
Reventlow nunca fue del agrado ni de la confianza de Hitler, pero su popularidad personal era considerable y Hitler optó por no cruzarse con él e ignorarlo. Reventlow nunca ocupó un alto cargo en el partido ni, tras la toma del poder, en el gobierno. Aunque a menudo criticaba la política del gobierno, se le permitió publicar su periódico, Der Reichswart, hasta su muerte en 1943.

## Antisemitismo
Reventlow respaldó una teoría presentada inicialmente por Lesley Fry (seudónimo de Paquita de Shishmareff) (1882-1970) en su libro "Waters Flowing Eastward" (París: Éditions R.I.S.S., 1931), donde se sostenía que los "Protocolos de los Sabios de Sión" eran el plan maestro de una conspiración mundial orquestada por un grupo liderado por el "sionista cultural" Asher Ginzberg. Sin embargo, Ginzberg en ese entonces promovía un renacimiento cultural y político judío a nivel global, no la creación de un solo Estado judío. Reventlow utilizó a Fry como referencia para su propio discurso sobre el origen de los Protocolos. Después de que Philip Graves demostrara en The Times que los Protocolos eran una falsificación plagada, Reventlow publicó su apoyo a la teoría de Fry sobre la autoría de Ginzberg en la revista "La Vieille France". Los seguidores de Ginzberg demandaron a Reventlow, forzándolo a retractarse y a pagar una compensación. No obstante, continuó difundiendo sus ideas.

## Activismo religioso
El antisemitismo de Reventlow nunca fue racial, como el de Hitler, sino cultural, lo que le llevó a participar en el Movimiento de la Fe Alemana. De 1934 a 1936, Reventlow fue vicepresidente de este movimiento religioso que postulaba que cada pueblo «a través de su sangre» desarrollaba su propio conocimiento religioso. El movimiento era anticristiano e intentaba crear una «especie de fe verdadera» para Alemania. Abandonó el movimiento por su postura anticristiana.

## Obras (traducción al inglés)
- "The vampire of the continent", 1916

(traducido por George Chatterton-Hill del original alemán titulado "Der Vampir des Festlandes; eine Darstellung der englischen Politik nach ihren Triebkräften, mitteln und wirkungen", 1915)
- “¿Dónde está Dios?”, Publicaciones de “Amigos de Europa”, n.º 47, Londres, 1937
- “Los neutrales en esta guerra”, Current History, revista publicada por The New York Times, octubre de 1915, pág. 169-172.